# Solly Yach
Solomon Yach, detto Solly (12 settembre 1927 – Città del Capo, 30 maggio 1993), è stato un pallanuotista sudafricano.
Ha fatto parte del Sudafrica che ha disputato il torneo di pallanuoto ai Giochi di Helsinki 1952.